# Геология Кентербери

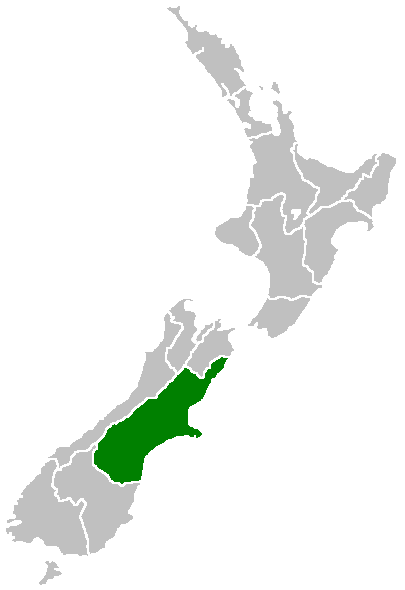
Кентербери (Новая Зеландия)

Геология Кентербери — исследование и описание геологии территории, на которой располагается Новозеландский регион Кентербери — крупнейший по территории регион Новой Зеландии (45 346 км²). Он расположен в центральной части Южного острова, на севере граничит с регионом Марлборо, на западе — с регионом Уэст-Кост, на юге — с регионом Отаго. Восточное побережье омывается водами Тихого океана, на западе тянется горный хребет Южных Альп. На севере региона протекает река Уаиау, а на юге — река Уаитаки.

## Порода основания
Кристаллические породы основания региона Кентербери относятся к торлессовой композитной серии пород (англ. Torlesse Composite Terrane), образованной группами пород Ракаиа (англ. Rakaia) и Пахау (англ. Pahau). В основном они состоят из граувакки, тёмно-серого до бурого песчаника палеозойского возраста, содержащего наряду с зёрнами кварца обломки различных пород, цементированного песчаника и аргиллитов. Это осадочные породы, образовавшиеся на дне океана Гондваны до того, как появилось Тасманово море (около 80 миллионов лет назад). Выход этих пород на поверхность встречается в Южных Альпах и их предгорьях. Зона пород Ракаиа, датируемая пермским и поздним триасовым периодом (300—200 миллионов лет назад), встречается к югу от Рангиоры. Группа пород Пахау, датируемая поздним юрским и ранним меловым периодом (160—100 миллионов лет назад), встречается к северу от Рангиоры и, возможно, является ответвлением от зоны пород Ракаиа. Между этих двух зон пород находится пояс Эск-Хед (англ. Esk Head Belt) — участок смешанных обломочных пород шириной около 11 километров.
Породы основания к востоку от Альпийского разлома и к югу от Тимару метаморфированы в сланцы.

## Южные Альпы
Южные Альпы появились как осадочные отложения в период от 230 до 170 миллионов лет назад. Поднятие горных пород, состоящих по большей части из песчаника (граувакки), произошло в период от 140 до 120 миллионов лет назад. Около 26 миллионов лет назад начался второй период подъёма Южных Альп, продолжающийся до сих пор. Он связан с поддвигом Тихоокеанской тектонической плиты под Австралийскую плиту. Граница плит проходит по Альпийскому разлому, который проходит к западу от основного хребта Южных Альп.

## Альпийский разлом
К западу от Южных Альп расположен Альпийский разлом. Это правосторонний сдвиговый геологический разлом, проходящий практически по всей длине Южного острова Новой Зеландии от Фьордленда на юге до Марлборо на севере. Это трансформный разлом, расположенный в зоне поддвига Тихоокеанской тектонической плиты под Австралийскую плиту. В зоне разлома происходит разворот Австралийской плиты относительно Тихоокеанской против часовой стрелки со скоростью 2-5 см/год, очень быстро по геологическим меркам. Перемещения земной коры в зоне разлома и связанные с ними землетрясения привели к образованию Южных Альп, поднимающихся со скоростью около 1 см/год. Массив горных пород, круто поднимающийся с юго-восточной стороны разлома является результатом конвергенции плит.
Считается, что альпийский разлом связан с системой разломов Макквари в жёлобе Пюисегюр в юго-западной части Южного острова. Оттуда Альпийский разлом проходит вдоль западного хребта Южных Альп и разделяется на множество небольших правосторонних сбросов горизонтального смещения к северу от перевала Артура, известных как система разломов Марлборо. Эта система состоит из разломов: Уаирау, Хоуп, Аватере и Кларенс. По ней смещение тектонических плит передаётся от Альпийского разлома до впадины Хикуранги на севере. Разлом Хоуп, как полагают исследователи, является основным продолжением Альпийского разлома
Альпийский разлом образовался в раннем миоцене, около 23 миллионов лет назад. Десять миллионов лет назад Южные Альпы были небольшими холмами, а горные хребты образовались около 5 миллионов лет назад.
В востоку от Южных Альп простирается Кентерберийская равнина, образованная эрозионной поверхностью осадочных отложений Южных Альп. На восточном побережье Южного острова, к юго-востоку от Крайстчерча, находится полуостров Банкс, образованный базальтовыми породами двух вулканов миоцена.

## Вулканические породы Маунт-Сомерс
В позднем меловом периоде (100—66 миллионов лет назад) в районе Маунт-Сомерс и ближайших предгорьях Южных Альп происходили вулканические процессы. Следы вулканической активности наблюдаются в предгорьях от Малверн-Хиллз до реки Рангитата.

## Осадочные породы
Отложения песчаника, аргиллита и известняка встречаются во многих районах Кентербери. Они датируются поздним меловым и плиоценовым периодами. Известняк олигоцена выходит на поверхность в южном Кентербери, в районе реки Опиай, а также в северном Кентербери, неподалёку от Омиай и севернее, около Уаиау.

## Полуостров Банкс
Литтелтонская гавань и гавань Акароа образовались в результате пересечения конусов двух крупных вулканов, образовавших полуостров Банкс в позднем миоцене (11—6 миллионов лет назад).

## Плиоценовые вулканические породы
Базальтовые извержения около Тимару и Джералдина произошли около 2,5 миллионов лет назад.

## Ледниковые озёра и ледниковые отложения
Ледниковые озёра Пукаки и Текапо в бассейне Маккензи отражают ложа древних ледников.

## Четвертичные отложения
Большая часть Кентерберийской равнины возникла в результате длительного процесса размывания Южных Альп под воздействием физического выветривания.
Сложена молодыми аллювиальными отложениями и лёссами, мощными галечниками, перекрытыми слоем тонкозернистых песков и глины толщиной до 3 метров.

## Землетрясения
В основном в Кентербери происходит небольшое количество землетрясений. Однако, последний значительный сдвиг в Альпийском разломе произошёл в 1717 году нашей эры, и крупные землетрясения могут происходить здесь каждые 200—300 лет. Разжижение грунтов может произойти в радиусе до 150 километров от эпицентра крупного землетрясения.
К наиболее сильным землетрясениям в регионе относятся:
- Землетрясение в северном Кентербери 1888 года[англ.].
- Землетрясение 2010 года, магнитудой 7,1, причинившее значительный ущерб.
- Землетрясение в Крайстчерче 2011 года, магнитудой 6,3, причинившее значительный ущерб и унёсшее жизни 185 человек.

## Геологические памятники природы
- Полуостров Банкс. Скала Касл-Рок (англ. Castle Rock) неподалёку от долины Хиткот, скала Римакбл-Дайкс (англ. Remarkable Dykes около перевала Каитуна (англ. Kaituna Pass.
- Маршрут от Крайстчерча до перевала Артура[англ.], через Южные Альпы до Греймута. На пути к Альпийскому разлому геологический интерес представляет изменение пород от граувакковых песчаников и известняков до сланцев.
- Гора Кука. Ледники Хукер[англ.] и Тасмана.
- Маршрут от Крайстчерча до Ханмер-Спрингз[англ.], где расположены горячие термальные источники. Известняк на перевале Уека (англ. Weka Pass).

## Карты
Геологические карты Новой Зеландии могут быть получены в новозеландском научно-исследовательском Институте геологических и ядерных исследований (GNS Science).
Карты доступны в различных масштабах и расширениях. Основной является карта в масштабе 1:250 000 серии QMap, дополненной в 2010 году картами и буклетами различных регионов Новой Зеландии. Эти карты в низком разрешении (без буклетов) можно загрузить с сайта научно-исследовательского института бесплатно. Карта для области Крайстчерча была опубликована в 2008 году, а для Аораки — в 2007 году.